# Fay-le-Clos
Fay-le-Clos é uma comuna francesa na região administrativa de Auvérnia-Ródano-Alpes, no departamento de Drôme. Estende-se por uma área de 4,56 km². Em 2010 a comuna tinha 164 habitantes (densidade: 36 hab./km²).